# 拉埃斯特拉达
拉埃斯特拉达（西班牙語：La Estrada）是西班牙加利西亚自治区蓬特韦德拉省的一个市镇。 总面积281平方公里，总人口22.308人（2001年），人口密度79人/平方公里。